# 日本海リーグ
日本海リーグ（にほんかいリーグ）は、北陸地方を活動地域とする日本のプロ野球独立リーグ。略称はNLB（Nihonkai  League Baseball  の省略）。2023年よりリーグ戦を実施している。
2022年のシーズン終了後に、それまで日本海オセアンリーグ（後のベイサイドリーグ）に所属していた富山GRNサンダーバーズと石川ミリオンスターズが、リーグを離脱して新たに設立したリーグである。
2025年から近畿地方の滋賀県の球団SHIGA HIJUMPSが準加盟し、2026年の本加盟を目指す予定である。

## 概要
2022年12月26日に、富山と石川が日本海オセアンリーグを抜けてリーグを結成することが発表された。
設立発表当時、日本海オセアンリーグが改称したベイサイドリーグ（千葉県と神奈川県の球団が所属）とは、交流戦を実施する予定とされた。離脱の理由については、千葉・神奈川との球団との間でリーグ戦を実施することが経費面等から困難であったと報じられている。
運営に当たるのは石川県金沢市に所在する株式会社PORTである。

## 歴史

### 2023年まで
- 2022年12月26日 - 富山・石川の2球団が日本海オセアンリーグを離脱して日本海リーグを結成することを発表[2][3]。
- 2023年2月24日 - 日本独立リーグ野球機構 (IPBL)への加盟承認が発表される[5]。
- 2023年3月2日 - 金沢市内でリーグ設立記者会見を開催[6]。
- 2023年3月24日 - 初年度の公式戦日程を発表[7]。
- 2023年4月29日 - 初年度のリーグ開幕戦を宮野運動公園野球場で実施（富山が勝利）[8][9]。
- 2023年6月24日 - 富山がこの日の対石川戦に勝利し、ターム1優勝が決定[10]。
- 2023年8月6日 - 石川がこの日の対富山戦に勝利し、ターム2優勝が決定[11]。リーグ優勝決定はターム3の結果次第となる。
- 2023年9月8日 - 富山がこの日の石川戦に勝利してターム3の勝ち越しが決定し、2タームを制して初年度のリーグ優勝チームとなる[12]。
- 2023年9月24日 - 今シーズンの公式戦を終了。
- 2023年9月29日 - グランドチャンピオンシップに富山が出場（準々決勝、徳島インディゴソックスに敗退）[13]。
- 2023年10月26日 - NPBドラフト会議で大谷輝龍が指名を受け、引き続きおこなわれた育成ドラフトで、松原快・髙野光海が指名される[14]。

### 2024年
- 2024年3月29日 - リーグのロゴマークを変更したことを発表[15]。
- 2024年5月5日 - 2024年度のリーグ戦が開幕。
- 2024年7月29日 - 滋賀県に球団設立準備室を設置して10月上旬に加盟審査を実施することを発表[16]。
- 2024年9月7日 - 石川がリーグ優勝[17]。
- 2024年9月16日 - 今シーズンの公式戦を終了。
- 2024年9月27日 - グランドチャンピオンシップに石川が出場（準々決勝、愛媛マンダリンパイレーツに敗退）[18] 。
- 2024年10月10日 - 滋賀球団設立準備室について7日に加盟審査をおこなった結果、準加盟を承認して2025年は石川・富山と定期戦を開催し、2026年の本加盟に向けた審査を継続することを発表[19]。
- 2024年10月23日 - 滋賀球団に関する記者会見が実施され、チーム名が「SHIGA HIJUMPS」であることが発表される[20]。
- 2024年10月24日 - NPBドラフト会議で佐野大陽が指名を受け、引き続きおこなわれた育成ドラフトで川﨑俊哲が指名を受ける[21]。

### 2025年
- 2025年5月5日 - 2025年度のリーグ戦が開幕。
- 2025年7月6日 - 富山が前期優勝[22]。

## リーグ構成球団
※主たるスタジアムについては2023年と2024年の合計実績ベース。

### 加盟球団
| チーム名                                    | 参加年度 | 本拠地       | 主たるスタジアム                      | チームカラー |
| ------------------------------------------- | -------- | ------------ | ------------------------------------- | ------------ |
| 富山GRNサンダーバーズ Toyama Thunderbirds   | 2023     | 富山県富山市 | 県営富山野球場 高岡西部総合公園野球場 |              |
| 石川ミリオンスターズ Ishikawa Million Stars | 2023     | 石川県金沢市 | 金沢市民野球場                        |              |

### 準加盟球団
| チーム名                    | 参加年度 | 本拠地 | 主たるスタジアム | チームカラー | 備考                                                                            |
| --------------------------- | -------- | ------ | ---------------- | ------------ | ------------------------------------------------------------------------------- |
| SHIGA HIJUMPS Shiga HiJumps | 2025     | 滋賀県 |                  |              | 球団名は「滋賀ハイジャンプス」の表記も使用される。 略称は「滋賀」「滋賀球団」。 |

## スタジアム
主たる開催スタジアム
| チーム名 | 富山GRNサンダーバーズ(1)        | 富山GRNサンダーバーズ(2)                | 石川ミリオンスターズ            |
| -------- | ------------------------------- | --------------------------------------- | ------------------------------- |
| 球場名   | 県営富山野球場 （富山県富山市） | 高岡西部総合公園野球場 （富山県高岡市） | 金沢市民野球場 （石川県金沢市） |
| 収容人数 | 20,000                          | 10,000                                  | 10,000                          |
| 球場写真 |                                 |                                         |                                 |

## 順位
2023年
太字はリーグ優勝チーム。
| 年度 | 年度    | 優勝 | 2位  |
| ---- | ------- | ---- | ---- |
| 2023 | ターム1 | 富山 | 石川 |
| 2023 | ターム2 | 石川 | 富山 |
| 2023 | ターム3 | 富山 | 石川 |

2024年
| 年度 | 優勝 | 2位  |
| ---- | ---- | ---- |
| 2024 | 石川 | 富山 |

## 試合
2023年3月2日の設立記者会見では、4月29日に開幕戦を実施し、シーズンに40試合前後を予定していると明らかにした。このほかにNPBファームや大学、社会人野球チームとの交流戦も実施するとした。
2023年3月24日に発表された初年度の公式戦日程では、各チームホーム・ビジター各20試合の合計40試合を実施する。試合は週末を中心に開催し、平日はナイターで4試合が組まれている。2日間の連戦は同じチームのホームゲームを連日実施する形が多いが（11回）、ホームを変えるパターンも4回ある。延長戦は実施せず、9回を終了して同点の場合は引き分けとなる。
NPBファームとの交流戦は、各チームが地元で開催するものと、主に選抜チームを組んで相手チーム本拠で実施するものがある。2023年は前者として北海道日本ハムファイターズ（富山・石川各1試合）、埼玉西武ライオンズ（富山）、阪神タイガース（富山・石川各1試合）、後者として千葉ロッテマリーンズ、中日ドラゴンズ、阪神タイガース、オリックス・バファローズ（富山と石川が各1試合）、とそれぞれ試合が実施された。このうち、6月に実施された阪神との交流戦は、ちょうど2軍落ちしていた佐藤輝明が出場したことから、石川との試合では2618人、富山との試合では1389人といずれもリーグ発足後各球団最多の観客を集めた。
前記の通り、日本海オセアンリーグが当リーグとベイサイドリーグに分裂することが発表された際、「公式戦成績に組み込む交流戦を実施する」としていたが、結局実施されなかった。
2024年4月に発表された同年度の試合日程では試合数は前年と同じ40試合が予定された。その後、当年度については前年度実施したターム制は採用せず、40試合1シーズンで実施することが発表された。また試合運営ではピッチクロック、各チーム1試合2回までの本塁プレーリクエスト、といった新たなルールが導入された。
2025年の運営体制は同年2月21日に発表され、富山と石川は30試合の対戦（ホーム各15試合）のほか準加盟の滋賀とホーム7試合・ビジター3試合の合計40試合を、滋賀は富山・石川と合計20試合（ホーム6・ビジター14）を、前後期の2シーズン制で実施する。複数ステージ制での公式戦は初年度以来となる。試合運営面では、7回以降に7点差以上がついた場合にはコールドゲームとする規程や、リクエストについて各塁でのフォースプレイやタッグプレイを加えて本塁についてはすべてのプレイを対象とする、ピッチクロックの対象を「無走者の12秒」のほかに「有走者の25秒」を追加する、といった変更がなされている。このうちリクエストについては、開幕後の6月22日の富山対滋賀戦（高岡西部）で、同点の9回裏2死から富山の三塁走者が本塁で刺殺されて試合終了、引分けとなったプレーに対して富山が映像リクエストを要求した結果、判定が変更されて富山のサヨナラ勝ちとなった。

## 優勝決定方式
2023年4月12日時点で、富山のウェブサイトには、リーグ戦は開幕から15試合・15試合・10試合の3ステージ制で実施し、1ステージを制したチームに1ポイントを付与、2ポイントを先取したチームをリーグ優勝とする、と記されていた。優勝チームはグランドチャンピオンシップへの出場権を得る。その後4月19日にリーグ公式ウェブサイトに「リーグ戦フォーマット」が掲載され、15試合・15試合・10試合の括りを「ターム」（「ターム1」から「ターム3」）と呼称することが正式に発表された。タームの勝率が高いチームがポイントを取得し、勝率が両チームで等しい場合は、
1. 総得失点差
2. 総得点数
3. 2023年リーグ開幕戦勝利チーム

の順番で比較をおこない、優位な方に付与される。
2024年度は前記の通りターム制を取らずに1シーズンで公式戦を開催した上で、優勝決定は勝率により、同勝率の場合は
1. 総得失点差
2. 総得点数
3. 前年の成績順位が上位チーム

の順番で比較を実施する。
2025年は富山と石川について対滋賀戦の成績を含める形で優位なチームを半期優勝とし、前後期を同一チームが制した場合はそのまま年間総合優勝、異なる場合に年間総合優勝決定戦を実施する（優勝決定戦の詳細は別途発表）。滋賀の成績は参考記録扱いとなる。ただし、リーグの順位表では滋賀も順位をつけて掲載されている。

## 表彰
2023年度はターム2までの各タームで最優秀選手1名を選出した。シーズン終了後にシーズン最優秀選手賞 (MVP)ならびに個人タイトルが発表されている。2024年度は表彰タイトルが増え、ターム制がなくなってMVPはシーズン1名の選出となった。
2025年度は、富山・石川の選手について対滋賀戦を含めた公式戦の記録を個人成績の対象とする。滋賀の選手の記録は参考扱いとなる。2シーズン制となった同年は、前期のMVPが選出された。

## NPBドラフト指名選手
2023年
- 大谷輝龍（富山） - 千葉ロッテマリーンズ2位
- 松原快（富山） - 阪神タイガース育成1位
- 髙野光海（富山） - 千葉ロッテマリーンズ育成3位

大谷の支配下枠2位指名は、独立リーグ選手として過去最高順位タイである。
2024年
- 佐野大陽（富山） - 阪神タイガース5位
- 川﨑俊哲（石川） - 阪神タイガース育成4位

## NPBファーム拡張への対応
NPBが2024年シーズンからファームリーグに新球団を加える拡張構想に対して、2チームからの選抜選手により、富山・石川・福井3県を本拠地とするチームとして加入することを検討していると、2023年3月に運営会社代表取締役の瀬戸和栄が設立記者会見の席で明らかにした。しかし、2023年7月末にNPBが発表した応募団体に、日本海リーグは含まれなかった。

## 拡張構想
2024年7月29日、リーグは滋賀県の新球団設立準備室が守山市に発足したことを発表し、10月上旬に加盟審査を実施する予定とした。設立準備室代表の大八木大介は、かつてBCリーグに所属した滋賀ユナイテッドBC→オセアン滋賀ブラックスで球団運営に携わった（「オセアン滋賀」時代は球団代表）人物である。
予告通り10月7日に加盟審査が実施され、その結果準加盟球団として承認を受け、2025年は既存球団との定期戦を実施しながら2026年の本加盟に向けた審査をおこなうことになった。リーグ代表と滋賀球団設立準備室の代表が10月23日に滋賀県庁で記者会見を開いて今後について発表をおこなった。その席で球団代表の大八木は、チーム名は「SHIGA HIJUMPS」（しが ハイジャンプス）で法人は11月に発足予定であること、スタッフも11月には発表する予定であること、12月に独自トライアウトを実施して選手を集めること、入団した選手は野球以外にも仕事をおこなう「デュアルキャリア」とし、本加盟後もそのスタイルは変更しないことを明らかにした。準備室は同日からクラウドファンディングを実施している。リーグ代表からは2025年は石川・富山と数試合の交流戦を実施するとのコメントがあった。
11月11日に新球団の運営会社が設立された。11月22日に、監督に前火の国サラマンダーズ選手の日下部光の就任（選手兼任）を発表した。